# Tama edwardsi
Pour les articles homonymes, voir Tama.
Genre
Espèce
Synonymes
- Hersilia edwardsii Lucas, 1846

Tama edwardsi, unique représentant du genre Tama, est une  espèce d'araignées aranéomorphes de la famille des Hersiliidae.

## Distribution
Cette espèce se rencontre en Espagne, au Portugal, au Maroc et en Algérie.

## Description
Le mâle holotype mesure 3,5 mm.
Les femelles mesurent de 5,5 à 6 mm.

## Systématique et taxinomie
Cette espèce a été décrite sous le protonyme Hersilia edwardsii par Lucas en 1846. Elle est placée dans le genre Tama par Simon en 1882.

## Publications originales
- Lucas, 1846 : « Histoire naturelle des animaux articulés. » Exploration scientifique de l'Algerie pendant les années 1840, 1841, 1842 publiée par ordre du Gouvernement et avec le concours d'une commission académique, Paris, Sciences physiques, Zoologie, vol. 1, p. 89-271.
- Simon, 1882 : « II. Étude sur les arachnides de l'Yemen méridional. Viaggio ad Assab nel Mar Rosso, dei signori G. Doria ed O. Beccari con il R. Aviso "Esploratore" dal 16 novembre 1879 al 26 Febbraio 1880. » Annali del Museo Civico di Storia Naturale di Genova, vol. 18, p. 207-260 (texte intégral).